# Helmuth Brückner
Helmuth Brückner, född 7 maj 1896 i Peilau, var en tysk nazistisk politiker och general i Sturmabteilung (SA). Han var bland annat Gauleiter i Schlesien.

## Biografi
Efter studentexamen inledde Brückner studier i historia, geografi, filosofi och nationalekonomi vid Breslaus universitet. År 1914 anmälde han sig som krigsfrivillig och uppnådde året därpå löjtnants grad. När han stred på västfronten under första världskriget, blev han svårt sårad och togs ur aktiv tjänst.
Efter kriget deltog Brückner i bekämpandet av de polska insurgenterna i Schlesien. I november 1923 förövade Adolf Hitler med sina anhängare en kupp i München. Denna misslyckades, Hitler dömdes till fängelse och Nationalsocialistiska tyska arbetarepartiet (NSDAP) förbjöds. Förbudet hävdes 1925 och Brückner var då aktiv i nyorganisationen av partiet. Från 1926 till 1927 representerade han Deutschvölkische Freiheitspartei i Breslaus kommunstyrelse.
I mars 1925 utnämnde Hitler Brückner till Gauleiter i Schlesien. Efter NSDAP:s valseger i riksdagsvalet den 5 mars 1933 blev Brückner först Oberpräsident ("överpresident") i Provinsen Niederschlesien och beklädde senare även motsvarande post i Provinsen Oberschlesien. I december 1934 avskedades Brückner från sina politiska ämbeten och uteslöts ur NSDAP. Han misstänktes för att ha tillhört kretsen kring den under de långa knivarnas natt mördade SA-ledaren Ernst Röhm och paragraf 175 åberopades vid häktningen.

### Utstött och försvunnen
Efter sin uteslutning arbetade Brückner i flygplanstillverkaren Heinkels fabrik i Rostock och greps där av sovjetiska trupper 1945. Därefter vet man inte med säkerhet vad som hände med honom. Förmodligen avled han i ett sovjetiskt fångläger under 1950-talets första decennium.